# Guaporé (ort)
Guaporé är en ort i Brasilien.   Den ligger i kommunen Guaporé och delstaten Rio Grande do Sul, i den södra delen av landet, 1 500 km söder om huvudstaden Brasília. Guaporé ligger 482 meter över havet och antalet invånare är 20 050.
Terrängen runt Guaporé är huvudsakligen kuperad, men den allra närmaste omgivningen är platt. Det finns inga andra samhällen i närheten.
I omgivningarna runt Guaporé växer i huvudsak städsegrön lövskog. Runt Guaporé är det tätbefolkat, med 319 invånare per kvadratkilometer.